# After Hours til Dawn Stadium Tour
El After Hours til Dawn Tour, anteriormente titulada The After Hours Tour, es la séptima gira de conciertos del cantante canadiense The Weeknd, en apoyo de su cuarto, quinto y sexto álbumes de estudio, After Hours (2020), Dawn FM (2022) y Hurry Up Tomorrow (2025). La gira, que visita principalmente estadios, comenzó su primera etapa el 14 de julio de 2022 en el Lincoln Financial Field de Filadelfia. La gira ha visitado Norteamérica, Europa, Latinoamérica y Oceanía. 
En un principio, la gira era solo en apoyo de After Hours, que tendría lugar en arenas, y estaba previsto que comenzara el 11 de junio de 2020 en Vancouver y concluyera el 16 de noviembre en Londres. Sin embargo, debido a las preocupaciones de la pandemia COVID-19 en curso, todas las fechas originales se pospusieron dos veces (primero a 2021 y luego a principios de 2022) antes de ser canceladas en favor de una gira de estadios debido a las limitaciones de las arenas.
La rapera y cantante estadounidense Doja Cat iba a ser la telonera de la gira en Norteamérica, pero se retiró debido a una operación de amígdalas. Fue sustituida por la cantante sueca Snoh Aalegra, el DJ canadiense Kaytranada, que también actuó en la etapa europea, y el productor discográfico estadounidense Mike Dean, que actuó en todas las etapas. La cantante etíope Chxrry22 fue anunciada como telonera para la etapa de Oceanía.

## Antecedentes
El 20 de febrero de 2020, The Weeknd anunció a través de las redes sociales que estaría de gira por América del Norte y Europa más tarde ese año, patrocinado por Verizon. También anunció que Sabrina Claudio abriría para ambos tramos, Don Toliver abriría en Norteamérica y Black Atlass abriría en Europa, reemplazando a 88Glam. El 3 de marzo, se agregaron fechas adicionales a Vancouver, Miami, Los Ángeles y Toronto debido a la alta demanda. Se añadió una fecha adicional a Londres al día siguiente. El 12 de marzo se agregó una fecha adicional a la República Checa.
Debido a las preocupaciones de COVID-19, Live Nation anunció que se pospondrían todas las giras de arena programadas para 2020. Cuando se le preguntó sobre el estado de su gira durante una historia de portada con Variety en abril, The Weeknd declaró que la gira no se cancelaría y que su equipo estaba trabajando en el nuevo itinerario. El 20 de mayo anunció las nuevas fechas de la gira, que estaba programada para comenzar el 12 de junio de 2021 en Vancouver y concluir el 11 de noviembre en Berlín.
El 3 de febrero de 2021, The Weeknd pospuso su gira por segunda vez y anunció que la gira comenzaría en enero de 2022 en Vancouver. Pospuso la gira por tercera vez el 18 de octubre y anunció que la gira comenzará ahora en el verano de 2022 y se llevará a cabo completamente en estadios debido a las limitaciones de las arenas. También reveló el nuevo nombre de la gira como resultado de su decisión de incorporar elementos de Dawn FM, su quinto álbum de estudio y continuación de After Hours. Tras un pequeño retraso debido a la invasión rusa de Ucrania, The Weeknd anunció el tramo norteamericano de la gira el 3 de marzo con Doja Cat como telonera. La preventa para quienes compraron una entrada para las giras de The Weeknd aplazadas anteriormente comenzó el 4 de marzo. Las entradas se pusieron a la venta para el público en general el 10 de marzo. Se añadió una fecha adicional en Inglewood el 11 de marzo. Como embajador de buena voluntad de la ONU para el Programa Mundial de Alimentos (PMA), Weeknd lanzó el Fondo Humanitario XO en colaboración con la organización. Donará 1 dólar de cada entrada vendida, además de 500.000 dólares, al PMA.
El 20 de mayo de 2022, Doja Cat anunció que no actuaría como telonera en la gira norteamericana debido a una operación de amígdalas. Kaytranada, Snoh Aalegra y Mike Dean fueron anunciados como los nuevos teloneros el 30 de junio. El 22 de agosto de 2023, The Weeknd anunció las fechas de su gira por Australia y Nueva Zelanda, con un nuevo telonero, el cantante etíope Chxrry22, firmada por XO. La primera parada de la gira en la ciudad natal de The Weeknd, Toronto, en el Rogers Centre, el 8 de julio de 2022, se vio obligada a posponerse en el último momento debido a la interrupción de la red Rogers de 2022 que afectó a las operaciones del recinto. Posteriormente se reprogramó para el 22 de septiembre. El 29 de agosto se anunció una segunda noche en Toronto para el 23 de septiembre.
Durante su segundo espectáculo en Inglewood en el SoFi Stadium el 3 de septiembre de 2022, The Weeknd terminó abruptamente el espectáculo en medio de «Alone Again». Después de salir corriendo del escenario, salió unos minutos más tarde y dijo: «No sé qué acaba de pasar cuando grité, pero me quedé sin voz». Y añadió: «Esto me está matando, no quiero parar el espectáculo pero no puedo darles el concierto que quiero darles ahora mismo. Me aseguraré de que todo el mundo esté bien; recuperarán su dinero, haré un concierto muy pronto para ustedes. Pero quería salir y disculparme personalmente». Los fanes se quedaron atónitos tras su anuncio, reacios a abandonar sus asientos, confundidos, algunos fanes incluso abuchearon a The Weeknd. Más tarde emitió un comunicado en las redes sociales: «Mi voz se apagó durante la primera canción y estoy devastado. Sentí que se me iba el corazón. Mis más sinceras disculpas a mis fans. Prometo compensarles con una nueva fecha». El 6 de septiembre de 2022, The Weeknd anunció que «[su] voz está a salvo y con descanso, [estará] sólido y capaz de traer el espectáculo [por el que sus] fans de Toronto están esperando». También dijo que la «fecha de Los Ángeles se está trabajando pronto». A 7 de septiembre de 2022, el sitio web de Ticketmaster incluía el siguiente mensaje sobre el concierto: «El Organizador del Evento ha tenido que posponer su evento. Por favor, conserve sus entradas ya que serán válidas para la nueva fecha». También se envió a los fanes el mismo mensaje por correo electrónico, incluyendo la opción de reembolso si se prefería utilizar las entradas en la fecha reprogramada. El 27 de septiembre, se anunció que el concierto reprogramado sería el 26 de noviembre, con un concierto adicional el 27 de noviembre. El 28 de noviembre, un día después de la última actuación en el SoFi Stadium, The Weeknd anunció los conciertos europeos y latinoamericanos de la gira, que en un principio iba a comenzar en Mánchester el 10 de junio, pero a los que se añadieron otros en Londres, París y Niza el 2 de diciembre debido a la gran demanda. The Weeknd añadiría dos shows más, anunciando un show en Lisboa el 31 de enero, que daría comienzo a la etapa europea el 6 de junio, y otra fecha en Londres en el Estadio de Wembley que tendría lugar el 18 de agosto.
El 2 de febrero de 2023, The Weeknd anunció una película para HBO sobre el concierto del 27 de noviembre en el SoFi Stadium, titulada The Weeknd: Live at SoFi Stadium, que se emitió en HBO y en streaming en HBO Max el 25 de febrero. El 3 de marzo de 2023, The Weeknd publicó Live at SoFi Stadium, su primer álbum en directo.
The Weeknd anunció el tramo australiano de la gira el 24 de agosto, originalmente con un solo concierto en las ciudades de Brisbane, Sídney, Melbourne y Auckland. Debido a la enorme demanda, se añadieron más espectáculos en las cuatro ciudades durante agosto y septiembre, con Brisbane y Auckland con 2 espectáculos, Sídney con 3 espectáculos y Melbourne con 4 espectáculos.

## Escenografía y estética
En un comunicado de prensa remitido a Variety, la gira After Hours til Dawn Tour «verá la producción más ambiciosa [de The Weeknd] hasta la fecha reflejando el viaje creativo que continúa desarrollándose para ambos [After Hours y Dawn FM], creando mundos dentro de mundos como todos hemos estado viendo desarrollarse en varias actuaciones televisivas, vídeos musicales y cortometrajes dando vida a estas dos primeras piezas de su trilogía». La Mar Taylor, director creativo y amigo de la infancia de The Weeknd, explicó en una entrevista con Variety que la gira sería teatral y conceptual, diciendo: «Hay una historia lineal entre After Hours y Dawn FM, y creo que el público se irá con diferentes interpretaciones del espectáculo. Para nosotros, ése es el objetivo». Binance, patrocinador de la gira, ofreció más detalles de la gira a través de su token no fungible (NFT) inspirada en el espectáculo, diciendo que The Weeknd «viaja a través de un cataclismo cósmico que ha estallado y asolado la Tierra. La devastación es generalizada y lo más probable es que continúe hasta el amanecer». La escenografía consta de 3 escenarios: el escenario principal, que muestra una hilera de edificios destruidos, incluida la Torre CN de Toronto, y una pantalla detrás de ellos que muestra visuales de un horizonte futurista postapocalíptico; el escenario principal conduce a una pasarela que desemboca en un escenario cuadrangular, que presenta una luna hinchable sobre su borde y también une la pasarela que desemboca en un escenario circular. El espectáculo muestra a The Weeknd actuando en estos tres escenarios, mientras sus Guardias Imperiales caminan y bailan en un ambiente de culto, similar al del vídeo musical de «Sacrifice». Al principio del espectáculo, durante «Alone Again» y «Gasoline», lleva una máscara que recuerda al vídeo musical animado de «How Do I Make You Love Me?». Varias veces durante el espectáculo, incluyendo «Intro», «Alone Again», «The Hills», «Crew Love», «Starboy», «I Feel It Coming» y «Blinding Lights», se iluminan las pulseras LED proporcionadas por PixMob a cada asistente.
Durante la segunda parte de la gira, se retiró la pantalla de LED para colocar más estatuas de edificios, con lo que el skyline anterior se hizo totalmente físico. Los miembros de la banda tocan encima de sus propios edificios individuales, mientras que The Weeknd interpreta ahora la mitad del repertorio con una sudadera con capucha de bata blanca y una máscara inspirada en MF Doom, quitándose finalmente la máscara antes de la actuación de «Faith». La estética pasó de edificios destruidos de color naranja oxidado a rascacielos de cromo brillante, ya que se supone que este tramo sigue la temática general de Dawn FM. También se añadió en el centro del escenario una estatua de Hajime Sorayama del robot utilizado en el vídeo musical del décimo aniversario de «Echoes of Silence».

## Rendimiento comercial y logros
La gira superó los 148 millones de dólares de ventas brutas y vendió más de un millón de entradas en su primera etapa por Norteamérica. Según Variety, la gira generó más de 350 millones de dólares en ventas brutas hasta julio de 2023. A continuación se muestra una tabla con los logros conseguidos por The Weeknd en determinados conciertos de la gira After Hours til Dawn Tour.
| Año  | Fechas        | Recinto                 | País       | Descripción                                                                                                   | Ref           |
| ---- | ------------- | ----------------------- | ---------- | --- | ------------- |
| 2023 | Julio 7 y 8   | Estadio de Londres      | Inglaterra | Mayor récord de asistencia en dos días en el Estadio de Londres (160.000)                                     | [ 40 ] [ 41 ] |
| 2023 | Julio 8       | Estadio de Londres      | Inglaterra | Mayor asistencia de público en una sola noche en el Estadio de Londres (más de 80.000 espectadores)           | [ 40 ] [ 41 ] |
| 2023 | Julio 22 y 23 | Allianz Riviera         | Francia    | Mayor número de entradas vendidas en la historia de la ciudad (70.000)                                        | [ 42 ]        |
| 2023 | Julio 26 y 27 | Ippodromo Snai La Maura | Italia     | Primer artista que agota las entradas para dos noches en el Ippodromo Snai La Maura (unas 160.000)            | [ 42 ]        |
| 2023 | Agosto 18     | Estadio de Wembley      | Inglaterra | Mayor número de entradas vendidas con el «montaje de concierto tradicional» en el Estadio de Wembley (87.000) | [ 43 ] [ 44 ] |

## Repertorio

### Etapa 1 (Norteamérica)
Este repertorio es representativo del espectáculo del 14 de julio de 2022 en Filadelfia. La lista de canciones que se muestra es la misma para el resto de este tramo.
1. «Alone Again»
2. «Gasoline»
3. «Sacrifice» (Remix)
4. «How Do I Make You Love Me?»
5. «Can't Feel My Face»
6. «Take My Breath»
7. «Hurricane»
8. «The Hills»
9. «Often»
10. «Crew Love»
11. «Starboy»
12. «Heartless»
13. «Low Life»
14. «Or Nah»
15. «Kiss Land»
16. «Party Monster»
17. «Faith»
18. «After Hours»
19. «Out of Time»
20. «I Feel It Coming»
21. «Die for You»
22. «Is There Someone Else?»
23. «I Was Never There»
24. «Wicked Games»
25. «Call Out My Name»
26. «The Morning»
27. «Save Your Tears»
28. «Less than Zero»
29. «Blinding Lights»

### Etapa 2 (Europa)
Este repertorio es representativo de la lista de canciones más consistente (incluye todas las canciones «permanentes», sin bonus tracks) realizado en Londres, Inglaterra, el 18 de agosto de 2023. A diferencia de la primera parte de la gira, en la que la lista de canciones se mantuvo constante durante toda la gira, la lista de canciones ha sufrido cambios en la mayoría de los conciertos. Los cambios se documentan a continuación.
1. «Dawn FM»
2. «Take My Breath»
3. «Sacrifice» (Remix)
4. «How Do I Make You Love Me?»
5. «Can't Feel My Face»
6. «Lost in the Fire»
7. «Hurricane»
8. «The Hills»
9. «Kiss Land»
10. «Often»
11. «Crew Love»
12. «Starboy»
13. «House of Balloons»
14. «Heartless»
15. «Low Life»
16. «Reminder»
17. «Party Monster»
18. «Faith»
19. «After Hours»
20. «Out of Time»
21. «I Feel It Coming»
22. «Die for You»
23. «Is There Someone Else?»
24. «I Was Never There»
25. «Wicked Games»
26. «Call Out My Name»
27. «The Morning»
28. «Save Your Tears»
29. «Less than Zero»
30. «Blinding Lights»
31. «Tears in the Rain»
32. «Creepin'»
33. «Popular»
34. «In Your Eyes»
35. «Moth to a Flame»

### Etapa 3 (Latinoamérica)
Este repertorio es representativo del show en Río de Janeiro, Brasil, realizado el 7 de octubre de 2023. Los cambios en el repertorio se documentan a continuación.
1. «La Fama»
2. «Take My Breath»
3. «Sacrifice» (Remix)
4. «How Do I Make You Love Me?»
5. «Can't Feel My Face»
6. «Lost in the Fire»
7. «Hurricane»
8. «The Hills»
9. «Kiss Land»
10. «Often»
11. «Crew Love»
12. «Starboy»
13. «House of Balloons»
14. «Heartless»
15. «Low Life»
16. «Reminder»
17. «Party Monster»
18. «Faith»
19. «After Hours»
20. «Out of Time»
21. «I Feel It Coming»
22. «Die for You»
23. «Is There Someone Else?»
24. «I Was Never There»
25. «Wicked Games»
26. «Call Out My Name»
27. «The Morning»
28. «Save Your Tears»
29. «Less than Zero»
30. «Blinding Lights»
31. «Tears in the Rain»
32. «Creepin'»
33. «Popular»
34. «In Your Eyes»
35. «Moth to a Flame»

### Etapa 4 (Oceanía)
Para esta cuarta etapa, y con la publicación de sencillos del último álbum de estudio llamado "Hurry Up Tomorrow", la lista de canciones tuvo variaciones importantes, agregando canciones tales como "Timeless" o "Sao Paulo", canciones que fueron escuchadas en vivo por primera vez en el estadio Morumbis en la única presentación del tour en 2024 antes de anunciar la fase de Oceanía.
1. «Without a Warning» (Intro)
2. «Wake Me Up»
3. «After Hours»
4. «Too Late»
5. «Take My Breath»
6. «Sacrifice» (Remix)
7. «How Do I Make You Love Me?»
8. «Can't Feel My Face»
9. «Lost in the Fire»
10. «Hurricane»
11. «The Hills»
12. «Kiss Land»
13. «Often»
14. «Crew Love»
15. «Starboy»
16. «Pray for Me»
17. «House of Balloons»
18. «Heartless»
19. «Low Life»
20. «Reminder»
21. «Circus Maximus» / «Stargirl Interlude» (con fragmentos de «are you not entertained?» de la película Gladiator)
22. «Faith»
23. «After Hours»
24. «Earned It»
25. «In the Night»
26. «Love Me Harder»
27. «Out of Time»
28. «I Feel It Coming»
29. «Die for You»
30. «Is There Someone Else?»
31. «I Was Never There»
32. «Wicked Games»
33. «Call Out My Name»
34. «São Paulo»
35. «Save Your Tears»
36. «Less than Zero»
37. «Blinding Lights»
38. «Dancing in the Flames»
39. «Creepin'»
40. «Popular»
41. «Open Hearts»
42. «Moth to a Flame»

### Etapa 5 (Norteamérica)
Es la siguiente fase del tour, planificada originalmente para el 2025, en el cual la lista de canciones tendrá un impacto desde el lanzamiento de Hurry Up Tomorrow el 31 de enero de 2025, estará en compañía de Playboi Carti y Mike Dean como acompañantes en esta parte de la gira.

## Fechas
| Fecha                            | Ciudad           | País            | Recinto                            | Acto de apertura              | Asistencia        | Recaudación |
| -------------------------------- | ---------------- | --------------- | ---------------------------------- | ----------------------------- | ----------------- | ----------- |
| Primera etapa: América del Norte |                  |                 |                                    |                               |                   |             |
| 14 de julio de 2022              | Filadelfia       | Estados Unidos  | Lincoln Financial Field            | Kaytranada Mike Dean          | 46,486 / 46,486   | $5,131,280  |
| 16 de julio de 2022              | Nueva York       | Estados Unidos  | MetLife Stadium                    | Kaytranada Mike Dean          | 54,703 / 54,703   | $9,890,367  |
| 21 de julio de 2022              | Boston           | Estados Unidos  | Gillette Stadium                   | Kaytranada Mike Dean          | 48,993 / 48,993   | $6,278,792  |
| 24 de julio de 2022              | Chicago          | Estados Unidos  | Soldier Field                      | Kaytranada Mike Dean          | 48,887 / 48,887   | $7,961,796  |
| 27 de julio de 2022              | Detroit          | Estados Unidos  | Ford Field                         | Kaytranada Mike Dean          | 45,609 / 45,609   | $4,985,501  |
| 30 de julio de 2022              | Washington D. C. | Estados Unidos  | FedExField                         | Kaytranada Mike Dean          | 40,175 / 40,175   | $5,929,460  |
| 4 de agosto de 2022              | Tampa            | Estados Unidos  | Raymond James Stadium              | Kaytranada Mike Dean          | 49,941 / 49,941   | $6,116,238  |
| 6 de agosto de 2022              | Miami            | Estados Unidos  | Hard Rock Stadium                  | Kaytranada Mike Dean          | 45,142 / 45,142   | $6,470,071  |
| 11 de agosto de 2022             | Atlanta          | Estados Unidos  | Mercedes-Benz Stadium              | Snoh Aalegra Mike Dean        | 46,836 / 46,836   | $6,539,838  |
| 14 de agosto de 2022             | Dallas           | Estados Unidos  | AT&T Stadium                       | Snoh Aalegra Mike Dean        | 49,783 / 49,783   | $8,043,625  |
| 18 de agosto de 2022             | Denver           | Estados Unidos  | Empower Field at Mile High         | Kaytranada Mike Dean          | 51,472 / 51,472   | $6,307,858  |
| 20 de agosto de 2022             | Las Vegas        | Estados Unidos  | Allegiant Stadium                  | Kaytranada Mike Dean          | 44,321 / 44,321   | $8,267,750  |
| 23 de agosto de 2022             | Vancouver        | Canadá          | Estadio BC Place                   | Kaytranada Mike Dean          | 41,219 / 41,219   | $4,898,562  |
| 25 de agosto de 2022             | Seattle          | Estados Unidos  | Lumen Field                        | Snoh Aalegra Mike Dean        | 51,556 / 51,556   | $7,071,186  |
| 27 de agosto de 2022             | San Francisco    | Estados Unidos  | Levi's Stadium                     | Snoh Aalegra Mike Dean        | 49,227 / 49,227   | $9,599,671  |
| 30 de agosto de 2022             | Phoenix          | Estados Unidos  | State Farm Stadium                 | Kaytranada Mike Dean          | 53,969 / 53,969   | $6,200,909  |
| 2 de septiembre de 2022          | Los Ángeles      | Estados Unidos  | SoFi Stadium                       | Kaytranada Mike Dean          | 49,324 / 49,324   | $11,132,108 |
| 22 de septiembre de 2022         | Toronto          | Canadá          | Rogers Centre                      | Kaytranada Mike Dean          | 87,101 / 87,101   | $10,231,250 |
| 23 de septiembre de 2022         | Toronto          | Canadá          | Rogers Centre                      | Kaytranada Mike Dean          | 87,101 / 87,101   | $10,231,250 |
| 26 de noviembre de 2022          | Los Ángeles      | Estados Unidos  | SoFi Stadium                       | Kaytranada Mike Dean          | 97,691 / 97,691   | $17,620,155 |
| 27 de noviembre de 2022          | Los Ángeles      | Estados Unidos  | SoFi Stadium                       | Kaytranada Mike Dean          | 97,691 / 97,691   | $17,620,155 |
| Segunda etapa: Europa            |                  |                 |                                    |                               |                   |             |
| 6 de junio de 2023               | Lisboa           | Portugal        | Passeio Maritimo de Algés          | Kaytranada Mike Dean          | 59,928 / 59,928   | $5,308,581  |
| 10 de junio de 2023              | Mánchester       | Reino Unido     | Etihad Stadium                     | Kaytranada Mike Dean          | 52,972 / 52,972   | $5,293,048  |
| 14 de junio de 2023              | Horsens          | Dinamarca       | Nordstern Arena                    | Kaytranada Mike Dean          | 26,354 / 26,354   | $3,616,107  |
| 17 de junio de 2023              | Estocolmo        | Suecia          | Tele2 Arena                        | Kaytranada Mike Dean          | 70,130 / 70,130   | $5,196,225  |
| 18 de junio de 2023              | Estocolmo        | Suecia          | Tele2 Arena                        | Kaytranada Mike Dean          | 70,130 / 70,130   | $5,196,225  |
| 20 de junio de 2023              | Oslo             | Noruega         | Telenor Arena                      | Kaytranada Mike Dean          | 23,332 / 23,332   | $1,919,784  |
| 23 de junio de 2023              | Ámsterdam        | Países Bajos    | Amsterdam Arena                    | Kaytranada Mike Dean          | 103,181 / 103,181 | $10,066,993 |
| 24 de junio de 2023              | Ámsterdam        | Países Bajos    | Amsterdam Arena                    | Kaytranada Mike Dean          | 103,181 / 103,181 | $10,066,993 |
| 28 de junio de 2023              | Dublín           | Irlanda         | Marlay Park                        | Kaytranada Mike Dean          | 36,251 / 36,251   | $3,468,512  |
| 2 de julio de 2023               | Hamburgo         | Alemania        | Volksparkstadion                   | Kaytranada Mike Dean          | 46,771 / 46,771   | $4,191,685  |
| 4 de julio de 2023               | Düsseldorf       | Alemania        | Merkur Spiel-Arena                 | Kaytranada Mike Dean          | 46,932 / 46,932   | $4,346,049  |
| 7 de julio de 2023               | Londres          | Reino Unido     | Estadio Olímpico de Londres        | Kaytranada Mike Dean          | 159,574 / 159,574 | $17,117,476 |
| 8 de julio de 2023               | Londres          | Reino Unido     | Estadio Olímpico de Londres        | Kaytranada Mike Dean          | 159,574 / 159,574 | $17,117,476 |
| 11 de julio de 2023              | Bruselas         | Bélgica         | Estadio Rey Balduino               | Kaytranada Mike Dean          | 103,297 / 103,297 | $8,983,571  |
| 12 de julio de 2023              | Bruselas         | Bélgica         | Estadio Rey Balduino               | Kaytranada Mike Dean          | 103,297 / 103,297 | $8,983,571  |
| 14 de julio de 2023              | Frankfurt        | Alemania        | Deutsche Bank Park                 | Kaytranada Mike Dean          | 47,169 / 47,169   | $4,577,212  |
| 18 de julio de 2023              | Madrid           | España          | Cívitas Metropolitano              | Kaytranada Mike Dean          | 54,568 / 54,568   | $4,934,255  |
| 20 de julio de 2023              | Barcelona        | España          | Estadio Olímpico Lluís Companys    | Kaytranada Mike Dean          | 54,017 / 54,017   | $5,484,112  |
| 22 de julio de 2023              | Niza             | Francia         | Allianz Riviera                    | Kaytranada Mike Dean          | 69,200 / 69,200   | $7,335,862  |
| 23 de julio de 2023              | Niza             | Francia         | Allianz Riviera                    | Kaytranada Mike Dean          | 69,200 / 69,200   | $7,335,862  |
| 26 de julio de 2023              | Milán            | Italia          | Hipódromo La Maura                 | Kaytranada Mike Dean          | 158,707 / 158,707 | $12,908,985 |
| 27 de julio de 2023              | Milán            | Italia          | Hipódromo La Maura                 | Kaytranada Mike Dean          | 158,707 / 158,707 | $12,908,985 |
| 29 de julio de 2023              | París            | Francia         | Estadio de Francia                 | Kaytranada Mike Dean          | 150,610 / 150,610 | $15,858,996 |
| 30 de julio de 2023              | París            | Francia         | Estadio de Francia                 | Kaytranada Mike Dean          | 150,610 / 150,610 | $15,858,996 |
| 1 de agosto de 2023              | Burdeos          | Francia         | Estadio Matmut Atlantique          | Kaytranada Mike Dean          | 38,251 / 38,251   | $3,952,106  |
| 4 de agosto de 2023              | Múnich           | Alemania        | Olympiastadion                     | Kaytranada Mike Dean          | 72,011 / 72,011   | $6,338,259  |
| 6 de agosto de 2023              | Praga            | República Checa | Aeropuerto de Praga-Letňany        | Kaytranada Mike Dean          | 60,714 / 60,714   | $6,388,155  |
| 9 de agosto de 2023              | Varsovia         | Polonia         | Estadio Nacional de Varsovia       | Kaytranada Mike Dean          | 62,007 / 62,007   | $6,477,909  |
| 12 de agosto de 2023             | Tallin           | Estonia         | Tallinn Song Festival Grounds      | Kaytranada Mike Dean          | 53,458 / 53,458   | $5,086,827  |
| 18 de agosto de 2023             | Londres          | Reino Unido     | Estadio de Wembley                 | Kaytranada Mike Dean          | 89,179 / 89,179   | $9,250,620  |
| Tercera etapa: América Latina    |                  |                 |                                    |                               |                   |             |
| 26 de septiembre de 2023         | Monterrey        | México          | Estadio BBVA                       | Kaytranada Mike Dean          | 46,791 / 46,791   | $5,689,051  |
| 29 de septiembre de 2023         | Ciudad de México | México          | Foro Sol                           | Kaytranada Mike Dean          | 129,707 / 129,707 | $11,097,399 |
| 30 de septiembre de 2023         | Ciudad de México | México          | Foro Sol                           | Kaytranada Mike Dean          | 129,707 / 129,707 | $11,097,399 |
| 4 de octubre de 2023             | Bogotá           | Colombia        | Estadio El Campín                  | Kaytranada Mike Dean          | 35,386 / 35,386   | $3,117,966  |
| 7 de octubre de 2023             | Río de Janeiro   | Brasil          | Estadio Nilson Santos              | Kaytranada Mike Dean          | 71,363 / 71,363   | $5,153,492  |
| 10 de octubre de 2023            | São Paulo        | Brasil          | Allianz Parque                     | Kaytranada Mike Dean          | 97,892 / 97,892   | $9,208,211  |
| 11 de octubre de 2023            | São Paulo        | Brasil          | Allianz Parque                     | Kaytranada Mike Dean          | 97,892 / 97,892   | $9,208,211  |
| 15 de octubre de 2023            | Santiago         | Chile           | Estadio Bicentenario de La Florida | Kaytranada Mike Dean          | 50,133 / 50,133   | $5,062,149  |
| 16 de octubre de 2023            | Santiago         | Chile           | Estadio Bicentenario de La Florida | Kaytranada Mike Dean          | 50,133 / 50,133   | $5,062,149  |
| 18 de octubre de 2023            | Buenos Aires     | Argentina       | Estadio River Plate                | Kaytranada Mike Dean          | 116,695 / 116,695 | $5,093,887  |
| 19 de octubre de 2023            | Buenos Aires     | Argentina       | Estadio River Plate                | Kaytranada Mike Dean          | 116,695 / 116,695 | $5,093,887  |
| 22 de octubre de 2023            | Lima             | Perú            | Estadio San Marcos                 | Kaytranada Mike Dean          | 41,191 / 41,191   | $4,032,616  |
| 25 de octubre de 2023            | Guadalajara      | México          | Estadio Akron                      | Kaytranada Mike Dean          | 42,335 / 42,335   | $5,427,870  |
| 7 de septiembre de 2024          | São Paulo        | Brasil          | Estadio Morumbi                    | —                             | —                 | —           |
| Cuarta etapa: Oceanía            |                  |                 |                                    |                               |                   |             |
| 5 de octubre de 2024             | Melbourne        | Australia       | Marvel Stadium                     | Mike Dean Chxrry22 Anna Lunoe | 92,093 / 92,093   | $12,519,035 |
| 6 de octubre de 2024             | Melbourne        | Australia       | Marvel Stadium                     | Mike Dean Chxrry22 Anna Lunoe | 92,093 / 92,093   | $12,519,035 |
| 22 de octubre de 2024            | Sídney           | Australia       | Accor Stadium                      | Mike Dean Chxrry22 Anna Lunoe | 118,969 / 118,969 | $13,596,963 |
| 23 de octubre de 2024            | Sídney           | Australia       | Accor Stadium                      | Mike Dean Chxrry22 Anna Lunoe | 118,969 / 118,969 | $13,596,963 |
| Quinta etapa: Norteamerica       |                  |                 |                                    |                               |                   |             |
| 9 de mayo de 2025                | Glendale         | Estados Unidos  | State Farm Stadium                 | Playboi Carti Mike Dean       | —                 | —           |
| 24 de mayo de 2025               | Detroit          | Estados Unidos  | Ford Field                         | Playboi Carti Mike Dean       | —                 | —           |
| 25 de mayo de 2025               | Detroit          | Estados Unidos  | Ford Field                         | Playboi Carti Mike Dean       | —                 | —           |
| 30 de mayo de 2025               | Chicago          | Estados Unidos  | Soldier Field                      | Playboi Carti Mike Dean       | —                 | —           |
| 31 de mayo de 2025               | Chicago          | Estados Unidos  | Soldier Field                      | Playboi Carti Mike Dean       | —                 | —           |
| 5 de junio de 2025               | East Rutherford  | Estados Unidos  | MetLife Stadium                    | Playboi Carti Mike Dean       | —                 | —           |
| 6 de junio de 2025               | East Rutherford  | Estados Unidos  | MetLife Stadium                    | Playboi Carti Mike Dean       | —                 | —           |
| 7 de junio de 2025               | East Rutherford  | Estados Unidos  | MetLife Stadium                    | Playboi Carti Mike Dean       | —                 | —           |
| 10 de junio de 2025              | Foxborough       | Estados Unidos  | Gillette Stadium                   | Playboi Carti Mike Dean       | —                 | —           |
| 11 de junio de 2025              | Foxborough       | Estados Unidos  | Gillette Stadium                   | Playboi Carti Mike Dean       | —                 | —           |
| 14 de junio de 2025              | Minneapolis      | Estados Unidos  | U.S. Bank Stadium                  | Playboi Carti Mike Dean       | —                 | —           |
| 21 de junio de 2025              | Denver           | Estados Unidos  | Empower Field at Mile High         | Playboi Carti Mike Dean       | —                 | —           |
| 25 de junio de 2025              | Inglewood        | Estados Unidos  | SoFi Stadium                       | Mike Dean                     | —                 | —           |
| 26 de junio de 2025              | Inglewood        | Estados Unidos  | SoFi Stadium                       | Mike Dean                     | —                 | —           |
| 28 de junio de 2025              | Inglewood        | Estados Unidos  | SoFi Stadium                       | Mike Dean                     | —                 | —           |
| 29 de junio de 2025              | Inglewood        | Estados Unidos  | SoFi Stadium                       | Mike Dean                     | —                 | —           |
| 4 de julio de 2025               | Las Vegas        | Estados Unidos  | Allegiant Stadium                  | Playboi Carti Mike Dean       | —                 | —           |
| 5 de julio de 2025               | Las Vegas        | Estados Unidos  | Allegiant Stadium                  | Playboi Carti Mike Dean       | —                 | —           |
| 8 de julio de 2025               | Santa Clara      | Estados Unidos  | Levi's Stadium                     | Playboi Carti Mike Dean       | —                 | —           |
| 9 de julio de 2025               | Santa Clara      | Estados Unidos  | Levi's Stadium                     | Playboi Carti Mike Dean       | —                 | —           |
| 12 de julio de 2025              | Seattle          | Estados Unidos  | Lumen Field                        | Playboi Carti Mike Dean       | —                 | —           |
| 15 de julio de 2025              | Vancouver        | Canadá          | BC Place                           | Playboi Carti Mike Dean       | —                 | —           |
| 16 de julio de 2025              | Vancouver        | Canadá          | BC Place                           | Playboi Carti Mike Dean       | —                 | —           |
| 19 de julio de 2025              | Edmonton         | Canadá          | Commonwealth Stadium               | Playboi Carti Mike Dean       | —                 | —           |
| 24 de julio de 2025              | Montreal         | Canadá          | Parc Jean-Drapeau                  | Playboi Carti Mike Dean       | —                 | —           |
| 25 de julio de 2025              | Montreal         | Canadá          | Parc Jean-Drapeau                  | Playboi Carti Mike Dean       | —                 | —           |
| 27 de julio de 2025              | Toronto          | Canadá          | Rogers Centre                      | Playboi Carti Mike Dean       | —                 | —           |
| 28 de julio de 2025              | Toronto          | Canadá          | Rogers Centre                      | Playboi Carti Mike Dean       | —                 | —           |
| 30 de julio de 2025              | Filadelfia       | Estados Unidos  | Lincoln Financial Field            | Playboi Carti Mike Dean       | —                 | —           |
| 31 de julio de 2025              | Filadelfia       | Estados Unidos  | Lincoln Financial Field            | Playboi Carti Mike Dean       | —                 | —           |
| 2 de agosto de 2025              | Landover         | Estados Unidos  | Northwest Stadium                  | Playboi Carti Mike Dean       | —                 | —           |
| 7 de agosto de 2025              | Toronto          | Canadá          | Rogers Centre                      | Playboi Carti Mike Dean       | —                 | —           |
| 8 de agosto de 2025              | Toronto          | Canadá          | Rogers Centre                      | Playboi Carti Mike Dean       | —                 | —           |
| 12 de agosto de 2025             | Nashville        | Estados Unidos  | Nissan Stadium                     | Playboi Carti Mike Dean       | —                 | —           |
| 15 de agosto de 2025             | Miami Gardens    | Estados Unidos  | Hard Rock Stadium                  | Playboi Carti Mike Dean       | —                 | —           |
| 16 de agosto de 2025             | Miami Gardens    | Estados Unidos  | Hard Rock Stadium                  | Playboi Carti Mike Dean       | —                 | —           |
| 21 de agosto de 2025             | Atlanta          | Estados Unidos  | Mercedes-Benz Stadium              | Playboi Carti Mike Dean       | —                 | —           |
| 25 de agosto de 2025             | Orlando          | Estados Unidos  | Camping World Stadium              | Playboi Carti Mike Dean       | —                 | —           |
| 27 de agosto de 2025             | Arlington        | Estados Unidos  | AT&T Stadium                       | Playboi Carti Mike Dean       | —                 | —           |
| 28 de agosto de 2025             | Arlington        | Estados Unidos  | AT&T Stadium                       | Playboi Carti Mike Dean       | —                 | —           |
| 30 de agosto de 2025             | Houston          | Estados Unidos  | NRG Stadium                        | Playboi Carti Mike Dean       | —                 | —           |
| 31 de agosto de 2025             | Houston          | Estados Unidos  | NRG Stadium                        | Playboi Carti Mike Dean       | —                 | —           |
| 3 de septiembre de 2025          | San Antonio      | Estados Unidos  | Alamodome                          | Playboi Carti Mike Dean       | —                 | —           |

## Conciertos pospuestos o cancelados

### Pospuesto(s)
| Fecha                   | Ciudad      | País           | Lugar         | Motivo                                                                                                  |
| ----------------------- | ----------- | -------------- | ------------- | --- |
| 8 de julio de 2022      | Toronto     | Canadá         | Rogers Centre | Interrupción de la red de Rogers                                                                        |
| 3 de septiembre de 2022 | Los Ángeles | Estados Unidos | SoFi Stadium  | Durante su segunda presentación, tuvo una complicación en las cuerdas vocales y no pudo seguir el show. |